# 中国酒
中国酒（ちゅうごくしゅ）とは、中国大陸で製造されるアルコール飲料、又は中国に由来する製法により製造されるアルコール飲料。おおまかに言って、中国の北部と西部では「白酒」（蒸留酒）が、東部と南部では「黄酒」（醸造酒）がおもに製造・飲用されている。

## 言葉
中国では酒の種類がとても多く、「酒」という言葉は中国酒全般のことを指す。
台湾では、日本酒と中国酒両方とも庶民の生活に並存しており、日中の酒はお互いに融合していることが多い。両者を区別をしやすくするために、中国酒と日本酒に似ている種類がある場合は、必ず「中国の○○酒」「日本の○○酒」という呼び分ける。
日本では、商標法施行規則第6条別表に定めるところでは、商品類として「中国酒」があり、具体例としては「ウチャピーチュー（五加皮酒）、カオリャンチュー（高粱酒）、パイカル（白酒 (中国酒)）、ラオチュー（老酒）」の4種類の中国酒を定められている。また、江戸時代に尾張国、三河国で造られた日本酒を、京・大阪と江戸の中間地の酒の意で中国酒と呼んだ。

## 種類
中国酒の種類は以下の例で挙げられる：
- 醸造酒の分野
  - 米から作った黄酒・老酒・中国の米酒（代表は紹興酒）
  - もち米から作った糯米酒[2]（一般的なお酒）（甜酒[3]）
  - 唐辛子が混ざった辣酒[4]（代表は花螺辣酒）
  - 花を入れた花酒[5]（代表は桂林三花酒）
  - お茶を含む茶酒[6]（代表は大禹嶺峰頂茶酒）
  - 漢方薬を含む薬酒[7]（代表は霊芝薬酒）
- 蒸留酒の分野
  - 水と塩を加えて作った料理専用の料酒（代表は花彫酒。一般的なスーパー・家庭でも見られるお酒。日本の料理酒や味醂に当たる）
  - 中国産のトウモロコシ・ジャガイモ・薩摩芋から作った白酒（代表は茅台酒と二鍋頭、茅台酒はお金持ち向けのお酒、それに対して二鍋頭は庶民のお酒）
  - 高粱から作った高粱酒[8]（代表は中華民国の金門高粱酒）
  - 醤油から作った醤油酒[9]（代表は燕麥燒酒）
  - お酢から作った醋酒